# Arche de la Paix

L’Arche de la Paix est un monument situé sur la frontière entre les États-Unis et le Canada, entre les villes de Blaine, Washington et Surrey, Colombie-Britannique.

## Histoire
Il fut construit par Samuel Hill et inauguré en septembre 1921. Il commémore la signature du traité de Gand, signé le 24 décembre 1814, qui marqua la fin de la Guerre de 1812 entre les États-Unis et le Royaume-Uni de Grande-Bretagne et d'Irlande.  

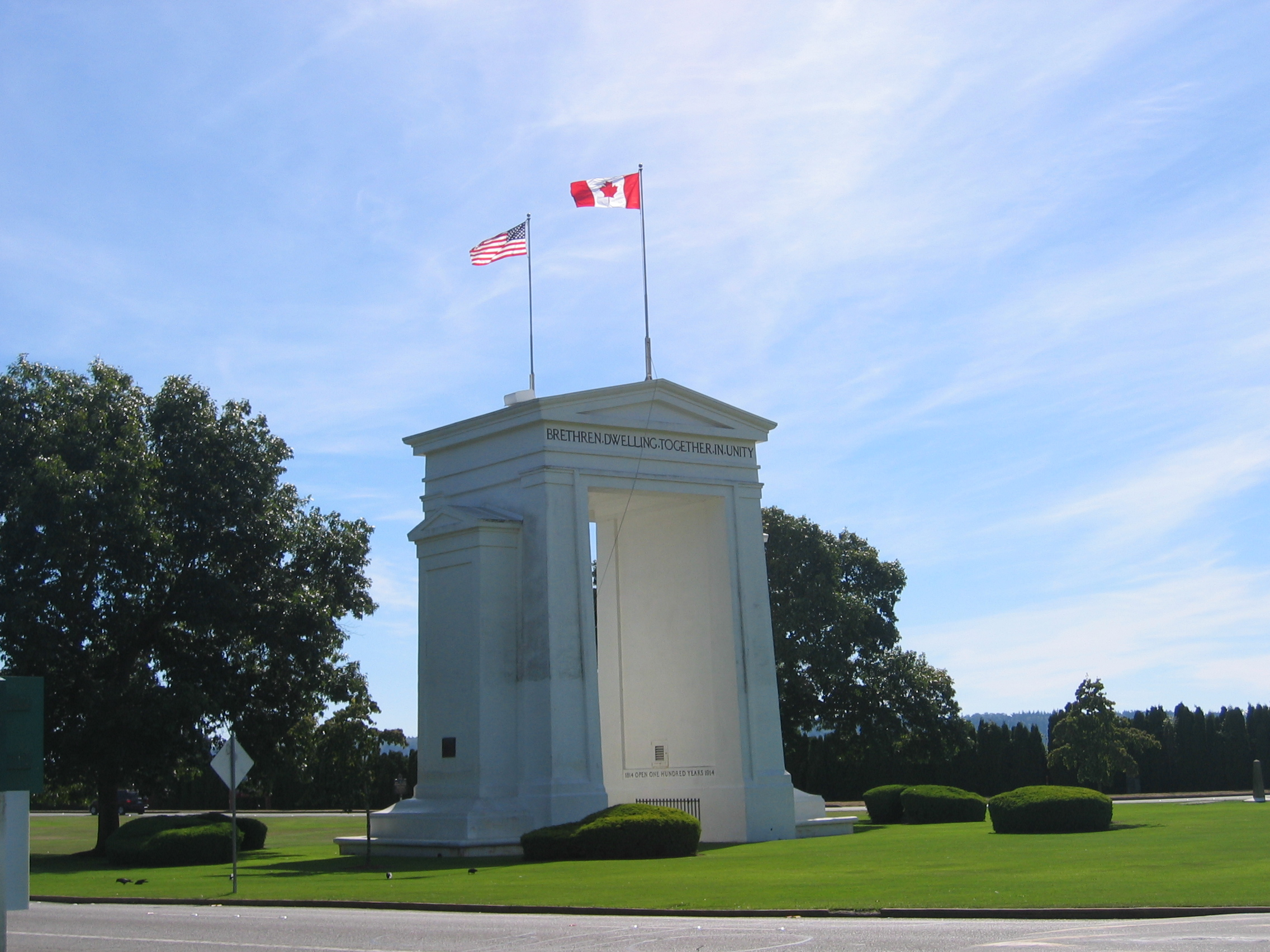
L’Arche de la Paix vu du côté canadien

Le côté américain de l’Arche porte l’inscription suivante: « Children of a common mother » (« enfants d’une même mère ») et le côté canadien, « Brethren dwelling together in unity » (« des frères vivant ensemble dans l’harmonie »). Sous l’Arche, sur une grille posée exactement sur la frontière, l’inscription suivante peut être lue: « May these gates never be closed » (« Puissent ces portes n’être jamais closes »).

## Photos

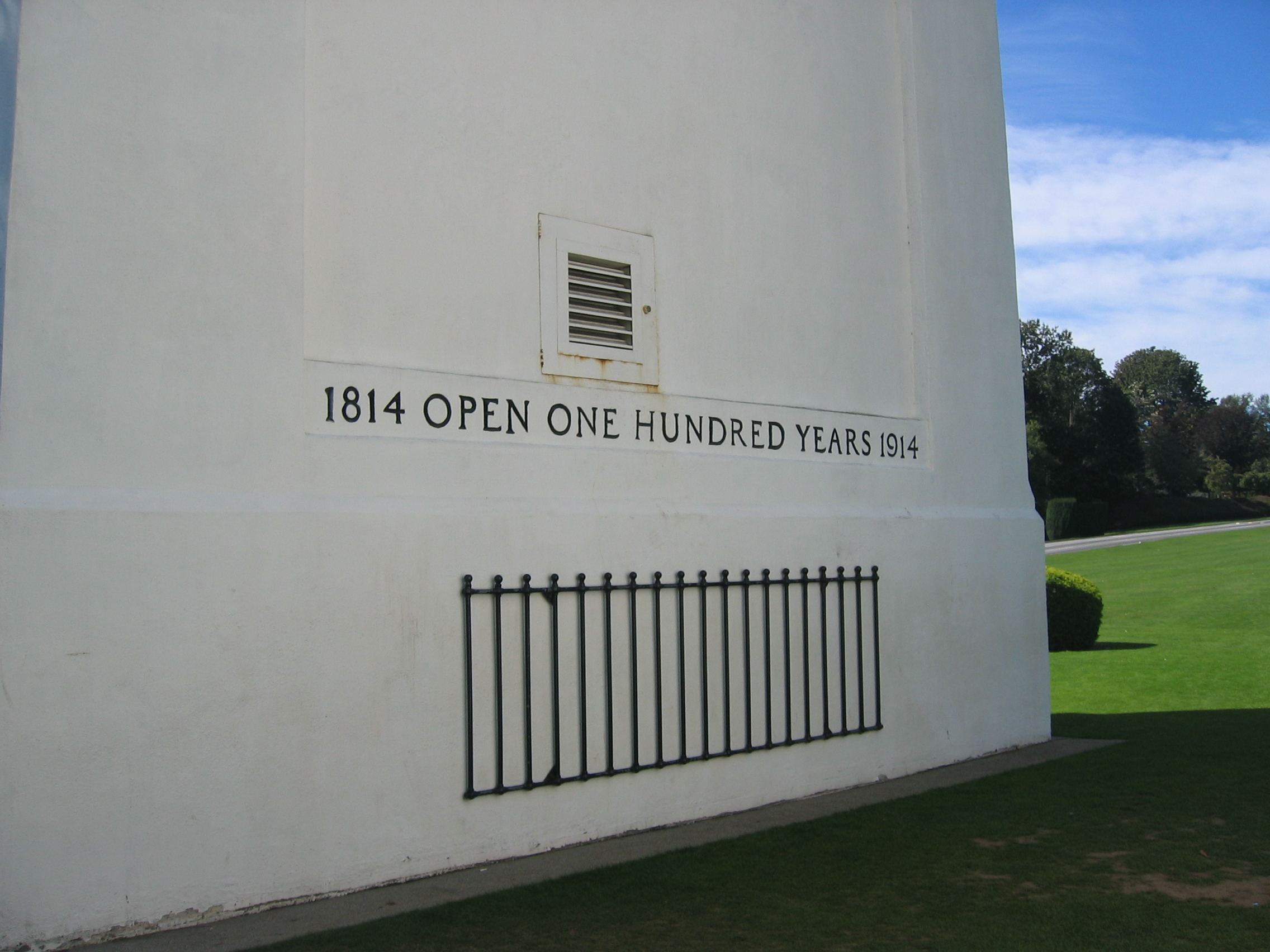
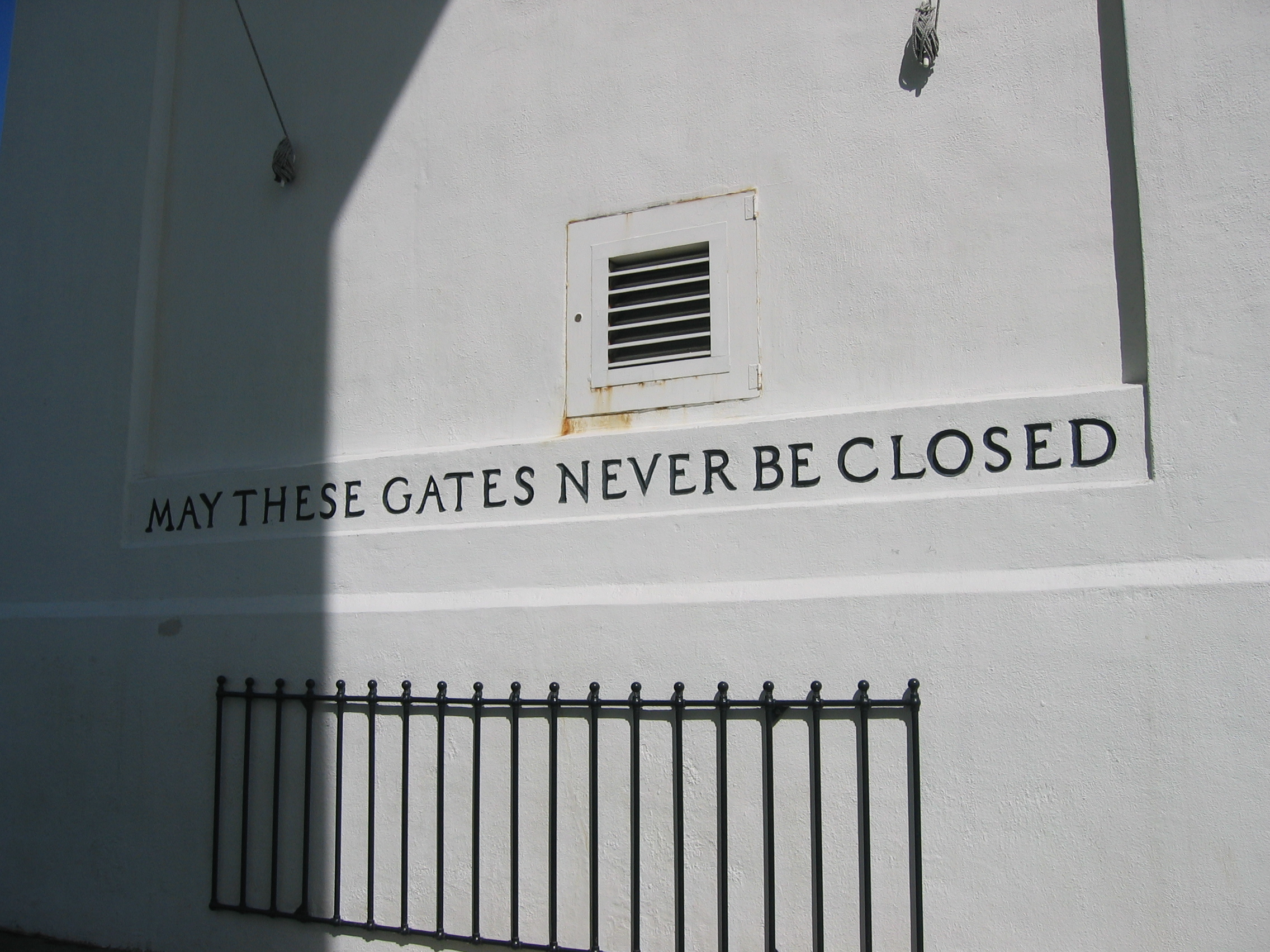
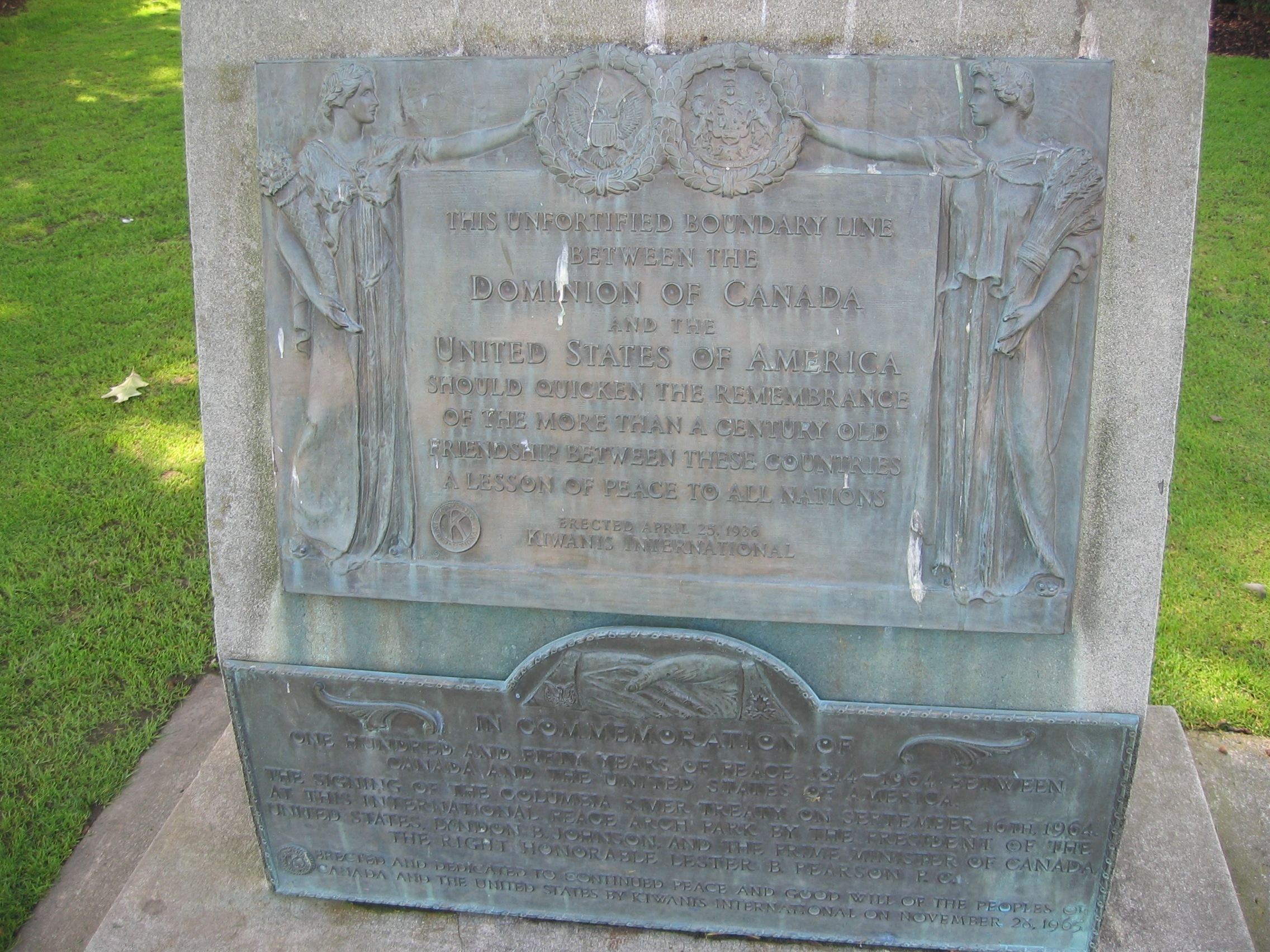